# Сиснес (Чили)
Сиснес (исп. Cisnes) — Коммуна в Чили. Административный центр коммуны — Пуэрто-Сиснес. Население — 2507 человек (2002).   Поселок и коммуна входят в состав провинции Айсен и области Айсен-дель-Хенераль-Карлос-Ибаньес-дель-Кампо.
Территория коммуны —  16 093 км². Численность населения — 6076 жителей (2007). Плотность населения — 0,36 чел./км².

## Расположение
Поселок Пуэрто-Сиснес расположен в 105 км на северо-запад от административного центра области города Койайке и в 73 км на север от административного центра провинции  города Пуэрто-Айсен.
Коммуна граничит:
- на севере — c коммунами Палена, Чайтен
- на востоке — с коммунами Лаго-Верде, Койайке
- на юге — c коммуной Айсен
- на западе — c коммуной Гуайтекас

На западе коммуны расположен Тихий океан.

## Демография
Согласно сведениям, собранным в ходе переписи Национальным институтом статистики, население коммуны составляет 6076 человек, из которых 3630 мужчин и 2446 женщин.
Население коммуны составляет 6,05 % от общей численности населения области Айсен-дель-Хенераль-Карлос-Ибаньес-дель-Кампо, при этом 51,09 %  относится к сельскому населению и 48,91 % — городское население.